# 巴拿馬長鰭鰳
巴拿馬長鰭鰳為輻鰭魚綱鲱形目鲱科的其中一種，分布於中東太平洋區，從薩爾瓦多至巴拿馬海域，棲息深度可達40公尺，體長可達17公分，棲息在沿岸海域、河口區，屬肉食性，以小型甲殼類、小魚為食。

## 擴展閱讀
維基物種上的相關：巴拿馬長鰭鰳